# Єре Лехтінен
Єре Калерво Лехтінен (фін. Jere Kalervo Lehtinen; народився 24 червня 1973 у м. Еспоо, Фінляндія) — фінський хокеїст, правий/лівий нападник. 
Вихованець хокейної школи ЕЙК. Виступав за «Кієкко-Еспоо», ТПС (Турку), «Даллас Старс», «Мічиган К-Вінгс» (ІХЛ). 
У складі національної збірної Фінляндії учасник зимових Олімпійських ігор 1994, 1998, 2002, 2006 і 2010, учасник чемпіонатів світу 1992, 1994, 1995 і 2007, учасник Кубка світу 1996 і 2004. У складі молодіжної збірної Фінляндії учасник чемпіонатів світу 1991, 1992 і 1993. У складі юніорської збірної Фінляндії учасник чемпіонатів Європи 1990 і 1991.
Срібний призер зимових Олімпійських ігор (2006), бронзовий призер (1994, 1998, 2010). Чемпіон світу (1995), срібний призер (1992, 1994, 1997). Фіналіст Кубка світу (2004). Володар Кубка Стенлі (1999). Чемпіон Фінляндії (1995), срібний призер (1994). Трофей Френка Дж. Селке (1998, 1999, 2003).